# Freikirchliche Erweckungsbewegung (Schweden)
Die freikirchliche Erweckungsbewegung war die erste der drei großen schwedischen Volksbewegungen des 19. Jahrhunderts.

## Vorgeschichte
Die Schwedische Kirche war im 19. Jahrhundert eine Staatskirche. Nicht nur übernahm die Kirche staatliche Verwaltungsaufgaben (bis in die 1990er Jahre), sie war damals auch wichtiges Propaganda- und Kontrollinstrument. Die kirchliche Einheit und Religionszwang (ein voraussetzungsloser Austritt war erst ab 1951 möglich) wurden in der Verfassung von 1686 festgelegt, und im Konventikelplakat von 1726, später durch weitere Verordnungen verschärft, wurden religiöse Zusammenkünfte außerhalb der Kirche verboten.

## Vorläufer

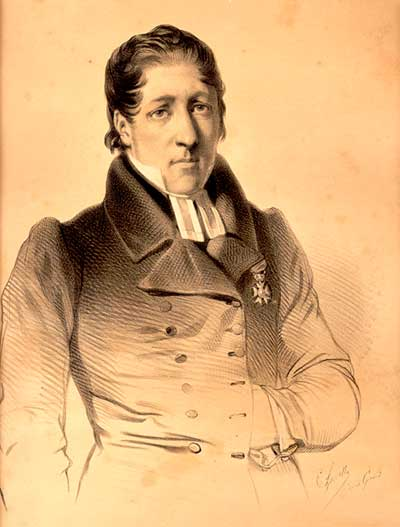
Lars Levi Laestadius

Die enge Verknüpfung von Kirche und Staat mit einer starken Verankerung des höheren Klerus im Establishment und die Dominanz einer von der Aufklärung beeinflussten, deistischen Theologie führten Anfang des 19. Jahrhunderts zu religiösen Gegenbewegungen. Diese fußten auf aus Deutschland kommenden pietistischen und herrnhutischen Strömungen. Teilweise waren sie von Pfarrern initiiert wie der Schartauanismus in Bohuslän, Halland und Västergötland (durch Henric Schartau) und der Laestadianismus in Lappland (durch Lars Levi Læstadius), teilweise waren sie Laienbewegungen wie der småländische Pietismus oder die „Norrlandsleserei“ in Västerbotten. Verbreitet wurden sie von herumreisenden, mitreißenden Predigern aus dem niedrigen Klerus oder dem Laienstand, die das Leben der Zuhörer, überwiegend Bauern, teilten.
Die Behörden und die Schwedische Kirche betrachteten diese Bewegungen mit Misstrauen und ergriffen zeitweise starke Unterdrückungsmaßnahmen. Dies geschah nicht nur aufgrund theologischer Gegensätze, sondern auch, weil diese Erweckungsbewegungen als Bedrohung der kirchlichen Hierarchie gesehen wurden. Doch bald zeigte sich, dass diese Bewegungen kaum Interesse an politischen und sozialen Fragen hatten, sondern sich auf die Vorbereitung für das Leben im Jenseits konzentrierten. Auch die anfänglich gesellschafts- und kirchenkritischen Tendenzen verschwanden bald, und die Bewegungen fanden allmählich ihren Platz in der schwedischen Staatskirche.

## Freikirchliche Erweckungsbewegungen
Eine zweite Welle von religiösen Erweckungsbewegungen setzte um 1850 ein. Auch sie fußten auf pietistischen und herrnhutischen Vorstellungen, doch mit starken Impulsen aus dem angelsächsischen Raum, die durch aus den USA heimkehrende Emigranten vermittelt wurden. Im Gegensatz zu ihren Vorläufern wiesen sie ein starkes soziales und politisches Engagement auf und hatten eine enge Verbindung sowohl zur Abstinenzbewegung als auch zum politischen Liberalismus.

### Methodistische Bewegung
Eine der ersten Bewegungen, die aus dem angelsächsischen Raum kam, war die methodistische. Der schottische Prediger George Scott kam 1830 nach Schweden, wo er die methodistische Lehre verbreitete. Doch stieß er auf starken Widerstand seitens der Schwedischen Kirche und war 1842 gezwungen, Schweden zu verlassen. Die Metodistkyrkan i Sverige (Evangelisch-methodistische Kirche) verblieb mit etwa 4600 Mitgliedern relativ klein. 2011 schloss sie sich mit der Svenska Missionskyrka und den Baptisten zur Equmeniakyrkan zusammen.

### Evangeliska Fosterlandsstiftelsen/Svenska Missionsförbundet
Einer der Schüler von George Scott, der Laienprediger Carl Olof Rosenius, schuf eine umfassende neuevangelische Erweckungsbewegung, die sich 1856 als Evangeliska Fosterlandsstiftelse organisierte. Die Bewegung entfaltete innerhalb der Schwedischen Kirche eine bedeutende Aktivität, baute Missionshäuser, bildete Prediger aus und schickte Missionare in die Welt (1996 etwa 20.000 Mitglieder).
Die Evangelische Vaterlandsstiftung war von mehreren Entzweiungen betroffen. Die erste und bedeutungsvollste Abspaltung geschah 1878, als der Schwedische Missionsverband unter der Führung von Paul Petter Waldenström gegründet wurde. Der Schwedische Missionsverband gewann zahlreiche Mitglieder in Mittelschweden und entwickelte sich zu einer der größten Erweckungsbewegungen mit mehr als 100.000 Mitgliedern in ihrer Blütezeit. Noch 2003, als er sich in Schwedische Missionskirche (Svenska Missionskyrka) umbenannte, war er mit 64.000 Mitgliedern die zweitgrößte christliche Glaubensgemeinschaft des Landes. 2011 schloss er sich mit Methodisten und Baptisten zur Equmeniakyrkan zusammen.
Die Lebensführung war puritanisch und viele Mitglieder waren auch in der Abstinenzbewegung aktiv. Der Schwedische Missionsverband spielte nicht nur eine große Rolle im religiösen Leben Schwedens, sondern war auch sozial und politisch sehr aktiv.

### Baptisten und Pfingstkirche
Von Amerika kam der Baptismus nach Schweden. 1848 wurde die erste Gemeinde gebildet und 1857 organisierte man sich im Svenska baptistsamfundet. Die Baptisten in Schweden waren religiös und politisch radikaler als die anderen Freikirchen und kamen oft in Konflikt mit kirchlichen und staatlichen Behörden. Auch waren sie von inneren Kämpfen und Spaltungen betroffen. So bildete z. B. 1892 eine Gruppe von Baptisten die Örebro missionsförening, die 2002 mit zwei anderen baptistischen Kirchen die Evangelische Freikirche (Evangeliska frikyrkan) bildete und größer als der Baptistenbund in Schweden war (Baptistenbund 2007 etwa 17.000 Mitglieder, Evangelische Freikirche 2003 etwa 30.000 Mitglieder).
Die bedeutungsvollste Abspaltung aber geschah 1913, als die Stockholmer Baptistengemeinde Filadelfia sich der Pfingstbewegung anschloss. Unter der Führung des Pastors Lewi Pethrus entwickelte sich die Pfingstbewegung zu Schwedens größter Freikirche (1997 etwa 92.000 Mitglieder).
Der Baptistenbund schloss sich 2011 mit Methodisten und Missionskirche zur Equmeniakyrkan zusammen.

### Heilsarmee
Aus England kam in den 1880er Jahren die Heilsarmee nach Schweden. In Schweden wurde die Heilsarmee vor allem durch ihre soziale und humanitäre Tätigkeit in den Slumgebieten der schwedischen Großstädte bekannt. Als eine Gegenreaktion gegen die Zentralisierungsbestrebungen innerhalb der Heilsarmee durch deren Gründer William Booth wurde 1905 die Schwedische Heilsarmee als Glaubensgemeinschaft gebildet. Sie hatte 1998 ungefähr 25.000 Mitglieder.